# Five Guys
Five Guys es una cadena estadounidense de restaurantes de comida rápida fundada en el condado de Arlington, Virginia, en 1986. En la actualidad cuenta con más de un millar de franquicias repartidas en más de una veintena de países de América, Europa, Asia y Australia. Su sede se sitúa en Alexandria, Virginia.

## Historia
El matrimonio conformado por Janie y Jerry Murrell abrió el primer restaurante, ya desaparecido, en Arlington en 1986. El nombre del local hacía alusión a Jerry y a sus cuatro hijos Jim, Matt, Chad y Ben, siendo todos ellos los "Cinco chicos" (Five guys). El éxito del local empujó a que la pareja comenzase a abrir más restaurantes en la ciudad de Alexandria, llegando a contar con cinco en la zona norte de Virginia en 2001. Debido a su creciente popularidad, a comienzos del siglo XXI los Murrell decidieron pasarse al modelo de franquicias para poder expandirse por el resto de los Estados Unidos. A fecha de 2011, la cadena contaba con más de 700 negocios en numerosas ciudades de América del Norte. El primer Five Guys abierto fuera de América se inauguró en el distrito de Covent Garden en Londres, en julio de 2013.
Como muestra del tamaño que ha alcanzado la cadena, se estima que en el año 2010 Five Guys compró, procesó, y sirvió más de 55.000 toneladas de patatas fritas.[cita requerida]

## Menú
El plato central de Five Guys son las hamburguesas. La hamburguesa "pequeña" consta de un filete de carne picada, y la "normal" de dos. Por un suplemento, se les puede añadir queso y/o bacon. El resto de los complementos (a elegir entre cebollas, lechuga, tomates, pimientos, pepinillos, jalapeños, champiñones, mostaza, ketchup, salsa barbacoa, salsa picante, Salsa steak, relish) vienen incluidos en el precio de la hamburguesa. También se ofrecen sándwiches vegetales y perritos calientes kosher para la clientela judía.
El único acompañamiento que se ofrece para las hamburguesas son patatas fritas, cocinadas en aceite de cacahuete. Tienen una variedad de batidos o milkshakes con diferentes ingredientes combinables: fresa, chocolate, café, caramelo, crema de cacahuete, leche malteada o cereza. También ofrecen cacahuetes para que los clientes puedan comer mientras esperan a que se cocine su pedido.

## Popularidad

Mapa de los países donde Five Guys tiene presencia.

Five Guys ha recibido numerosos premios a lo largo y ancho de los Estados Unidos, como el de "Hamburguesa #1" (Washingtonian Magazine) o el de "Mejor Hamburguesa" (The Pitt News). Entre sus consumidores, Five Guys cuenta con una remarcable lealtad a la marca que ha llegado incluso a ser descrita como un culto de aficionados. También ha sido considerada la cadena de comida rápida por antonomasia de la Costa Este de los Estados Unidos, en contraposición a la célebre empresa californiana In-N-Out Burger, afincada al oeste del país.

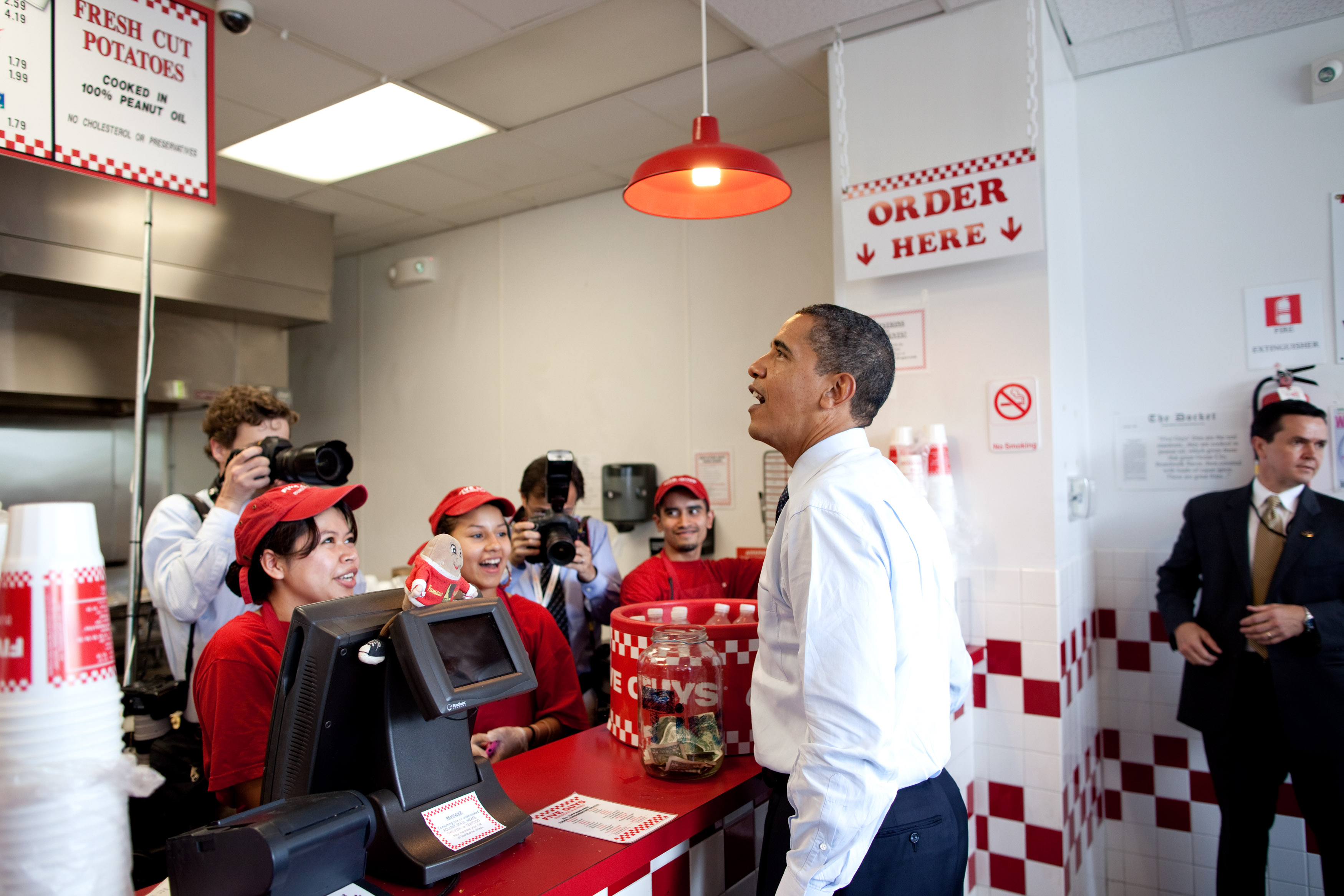
Barack Obama en un Five Guys de Washington D. C., 2009.

Su popularidad se disparó enormemente desde que el exPresidente de los Estados Unidos Barack Obama visitó públicamente un restaurante Five Guys en Washington D. C. en el año 2009, rompiendo el protocolo de seguridad. Ese mismo día expresó a los medios de comunicación que se trataba de su hamburguesa favorita. Obama dijo que siempre pedía una hamburguesa con dos carnes, lechuga, tomate, mostaza y jalapeños.

## Críticas
Por otra parte, también existieron acusaciones de que los menús de Five Guys tienen efectos negativos en la salud de los consumidores. La revista Men's Health afirmó que una hamburguesa normal (con dos filetes) contiene 700 kilocalorías y 19.5 gramos de grasa saturada. La misma revista también ha clasificado las patatas fritas de Five Guys en el cuarto puesto de su lista de las comidas más dañinas de los Estados Unidos. Una ración normal de patatas puede llegar a contener 1.500 kilocalorías, más del 50% del aporte calórico diario para un adulto. Sin embargo en repetidas ocasiones, la misma revista se ha contradicho publicando un listado de las mejores hamburguesas en distintos países, tal como en Inglaterra, posicionando a Five Guys  por ser la más sana de todas. Existen otras publicaciones que se han encargado de demostrar las falsas acusaciones hechas por esa revista, y es que Five Guys es una de las pocas hamburgueserías que prepara todos sus ingredientes frescos y no tienen congeladores, lo cual garantiza que sus hamburguesas sean más sanas que las de otras marcas.
Además, Five Guys ha apuntado que una ración de patatas está pensada para ser compartida entre tres o cuatro comensales). El Center for Science in the Public Interest también ha colocado la hamburguesa con queso de Five Guys, que cuenta con 920 kilocalorías, en su lista de los platos más dañinos que uno puede encontrar en un restaurante de comida rápida pero esta "institución" tiene catalogado a todas las hamburgueserías de la misma manera, por lo que para ellos, todas las hamburguesas son dañinas.